# Sony Ericsson W900i
Sony Ericsson W900i為索尼爱立信於2005年12月1日推出的首部Walkman3G音樂手提電話，設有黑白兩種顏色。此外更備有200萬像素自動對焦相機功能。W900i亦是索尼爱立信於全球市場（日本除外）發售的唯一日本制造型號。